# Пластинчатохрили
Пластинчатохрили (Elasmobranchii) е подклас на хрущялни риби (Chondrichthyes) включващ акули (Selachimorpha) и скатове (Batoidea). Другия подклас на хрущялните риби е химери (Holocephali).
Фосилизирани зъби от акула са известни от началото на девон преди около 400 милиона години. През следващия период карбон, акулите преминават през период на бурно видообразуване и се развиват много нови форми. Много от тях изчезват по време на перм, но останалите акули претърпяват втори взрив на адаптивна радиация по време на юра, време около което се появиха и първите скатове. Много оцелели родове на пластинчатохрилите се отнасят към креда или по-рано.
Представителите на подклас Elasmobranchii нямат плавателни мехури, имат пет до седем чифта хрилни цепнатини, които се отварят индивидуално навън. Характеризират се с твърди гръбни перки и малки дермални „зъбчета“. Зъбите са в няколко реда, горната челюст не е слята с черепа, а долната челюст е ставно свързана с горната.

## Таксономия
Подклас Пластинчатохрили
- Разред †Squatinactiformes
- Разред †Protacrodontiformes
- Инфраклас †Cladoselachimorpha
  - Разред †Cladoselachiformes Dean, 1909
  - Разред †Symmoriida Zangerl, 1981
- Инфраклас †Xenacanthimorpha
  - Разред †Xenacanthiformes (Xenacanthida) Glikman, 1964
- Инфраклас Euselachii – Акули и скатове
  - Разред †Ctenacanthiformes
  - Отдел †Hybodonta
    - Разред †Hybodontiformes Owen, 1846

  - Отдел Neoselachii
    - Надразред Акулообразни (Selachimorpha, Selachii, Pleurotremata)
      - Galeomorphi
        - Разред Пилозъби акули (Carcharhiniformes) Compagno, 1977
        - Разред Рогати акули (Heterodontiformes) L.S. Berg, 1940
        - Разред Ламнообразни акули (Lamniformes) L.S. Berg, 1958
        - Разред Килимени акули (Orectolobiformes) Applegate, 1972

      - Squalomorphi
        - Разред †Protospinaciformes Underwood (2006)
        - Разред Многохрилообразни акули (Hexanchiformes) Buen, 1926
        - Разред Бодилестоподобни акули (Squaliformes) Goodrich, 1909
        - Разред Морски ангели (Squatiniformes) Buen, 1926
        - Разред Пилоносообразни акули (Pristiophoriformes) L.S. Berg, 1958

    - Надразред Скатове (Batoidea, Rajomorphii)
      - Разред Опашношипови (Myliobatiformes)
      - Разред Риби трион (Pristiformes)
      - Разред Скатоподобни (Rajiformes)
      - Разред Електрически скатове (Torpediniformes) Berg, 1940